# Puppet on a String
Puppet on a String ist der Titel des Gewinnerbeitrags zum Eurovision Song Contest 1967 in Wien.
Komponiert wurde er von Bill Martin und Phil Coulter und interpretiert von der britischen Sängerin Sandie Shaw. Es war Shaws 13. Single. Am 27. April 1967 erreichte der Titel Platz 1 der britischen Single-Charts, wo er für drei Wochen blieb. In Deutschland war das Lied acht Wochen auf Platz 1 und 22 Wochen in den Top 10. In Österreich war er 12 Wochen auf Platz 1 und 16 Wochen in den Top 10. Damit ist Puppet on a String der erfolgreichste ESC-Titel in den deutschen und österreichischen Single-Charts.

## Britischer Vorentscheid und Eurovision Song Contest
Shaw interpretierte den Titel zunächst als eines von fünf potentiellen Liedern beim britischen Vorentscheid in der Rolf Harris Show. Sie hatte sich zuvor nie mit der Idee einer Teilnahme am Eurovision Song Contest beschäftigt, aber ihr Entdecker, der Musiker Adam Faith, überredete sie und meinte, es wäre im Sinne ihrer Managerin Eve Taylor. Von den fünf Liedern, die Shaw beim Vorentscheid sang, war Puppet on a String das am wenigsten von ihr favorisierte, und sie war enttäuscht, als es für den Eurovision Song Contest ausgewählt wurde. Trotzdem wurde das Werk zu einem großen Erfolg in ganz Europa.
Es gewann mit 47 Punkten (davon drei Mal die Höchstwertung von sieben Jurypunkten) in einem Teilnehmerfeld von 17 Ländern. Gleichzeitig erregte Shaw großes Aufsehen in der Wiener Hofburg, weil sie als erste Künstlerin beim Eurovision Song Contest barfuß auftrat. Nach dem ESC sang sie das Lied auf Französisch („Un tout petit pantin“), Italienisch („La danza delle note“), Spanisch („Marionetas en la cuerda“) und auf Deutsch („Wiedehopf im Mai“).

## Chartplatzierungen
| ChartsChartplatzierungen     | Höchstplatzierung | Wochen |
| ---------------------------- | ----------------- | ------ |
| Deutschland (GfK)            | 1 (12 Wo.)        | 12     |
| Österreich (Ö3)              | 1 (20 Wo.)        | 20     |
| Vereinigtes Königreich (OCC) | 1 (18 Wo.)        | 18     |

| ChartsJahrescharts (1967) | Platzierung |
| ------------------------- | ----------- |
| Deutschland (GfK)         | 2           |
| Österreich (Ö3)           | 1           |